# ガッチャマン (映画)
『ガッチャマン』 (GATCHAMAN) は、2013年8月24日に公開された日本映画。タツノコプロ原作のアニメ作品『科学忍者隊ガッチャマン』の実写化作品で、同プロの『新造人間キャシャーン』、『マッハGoGoGo』、『ヤッターマン』に続く4番目の実写化作品である。日本テレビ放送網開局60周年、日活の100周年ならびにタツノコプロの50周年記念作品と冠された。キャッチコピーは「その力は、正義か、破壊か―」。同時上映は『劇場版 おはよう忍者隊ガッチャマン』

## 製作
日活は2007年4月10日に『ヤッターマン』と共に制作決定を発表した。5年後の2012年10月12日に改めて具体制作発表を行い、製作委員会方式製作、主要キャスト、主要スタッフ、プロット概要、公開時期を発表した。
撮影は2012年10月15日にクランクインし、12月27日にクランクアップした。ロケセットはつくば市と高萩市に造られた。
2013年4月11日に主人公5名のコスチュームのビジュアルが公開された。日刊スポーツは本作品をダークヒーローと報道した。

## ストーリー
21世紀初頭、突如現れた謎の組織「ギャラクター」は全世界に宣戦布告を行い、わずか17日で地球の半分を占領した。ギャラクターを守る赤い「シールド」に既存兵器は全く通用せず、侵攻は一方的だった。国際科学技術庁(ISO)の南部博士は18世紀に発見された不思議な結晶体「石」と石の能力を引き出せる800万人に1人の「適合者」のみが、ギャラクターのシールドを破り、対抗できることを発見、適合者で構成された対ギャラクター部隊「ISOエージェント」の設立・育成を始めた。13年後、日本のISOエージェント健、ジュン、甚平、竜の4人は初実戦に遭遇する。

## 登場人物

### ガッチャマン
国際科学技術庁（以下：ISO）に所属する適合者で構成されるエージェントの通称。「Gチーム」とも呼ばれる。日本チームは以下の5名。各自石を内蔵したブレスレットを装着している。
鷲尾健（わしお けん）
本作品の主人公。日本チームのリーダーで、ナンバーは0071。石の「適合者」として高い能力を持つ。武器は鳥型のブーメランの「バードラン」。責任感が強い。
ジョージ浅倉 / ジョー（ジョージ あさくら）
ISOヨーロッパ支部から移籍してきたエージェント。ナンバーは0062。武器は「羽根手裏剣」。健やナオミの幼馴染。プロポーズした直後にナオミを失っており、ギャラクターを強く憎んでいる。ベルクカッツェとなって蘇ったナオミに、ウィルス-Xを感染させられる。
大月ジュン（おおつき ジュン）
ナンバーは0283。石との適合率は健より高いが情緒が不安定。武器は電磁ヨーヨー。9歳のころに両親がギャラクターの捕虜となった過去を持つ。健に恋心を寄せアタックし続ける。
大月甚平（おおつき じんぺい）
ジュンの実弟。ナンバーは0284。ハッキングなどの情報処理技量が高い。アメリカンクラッカー型の武器を操る。大人びているが、場の雰囲気を和ませるため幼く振る舞う。
中西竜（なかにし りゅう）
ナンバーは0135。怪力を活かした戦闘が得意でガッチャマン専用機「ゴッドフェニックス」の操縦担当。かつてストリートチルドレンだったが、石の「適合者」だったため15歳時にISOへ収容され訓練を受けた。鹿児島弁が特徴で心優しい性格。

### その他
南部博士
ISOの科学者で、ガッチャマンの生みの親。
カークランド博士
ISOの科学者で、石の力を使った衛星兵器「モスコーン」を開発した。
ナオミ / ベルクカッツェ
健、ジョーの幼馴染で「適合者」の一人。本編時間の5年前の作戦中にジョーからプロポーズを受け了承するが、イリヤ率いるギャラクターの襲撃を受け、以後生死不明となった。3代目「ベルクカッツェ」となりギャラクターを率いる。
イリヤ
ギャラクターの幹部、ベルクカッツェとの覇権争いに敗北し、情報提供を条件にISOへの亡命を希望する。

## 設定
石
1718年にアフリカ奥地の遺跡で発見された28個の結晶体。適合者は石から力を引き出して飛行その他の超能力を使うことができる。
適合者
石との親和力を持ち力を引き出せる人間。800万人に1人の確率で存在する。
ウィルス-X
ギャラクターを特徴づけているウィルス。人間の遺伝子の1パーセントを変異させ、シールドその他の超能力を持たせる。
G粒子
石から引き出される、ウィルス-Xおよび変異遺伝子を破壊できる粒子。
モスコーン
カークランド博士の開発したG粒子砲を備える衛星兵器。適合者の生体部品が使われている。
ゴッドフェニックス
ISOエージェントの飛行機、本編では試験中でテスト飛行が完了していない。
キャタローラー
ギャラクターの車輪状の機動兵器
タートルキング
直径約4kmのギャラクターの移動要塞

## キャスト
- 鷲尾健：松坂桃李
- ジョージ浅倉：綾野剛
- 大月ジュン：剛力彩芽
- 大月甚平：濱田龍臣
- 中西竜：鈴木亮平
- ギルマン：新上博巳
- メイ：Yumiko
- マイクミラー：川本耕史
- アンダーソン長官：グレゴリー・ペーカー
- ISO職員：菜葉菜
- 大使館員：アレクサンダー・クレメンス
- 来賓夫婦・夫：マノジュ・マントリ
- 来賓夫婦・妻：ディララ・イスラム・ティナ
- 来場者1：リー・デイビッド・カーマイケル
- 来場者2：サッド・ギルバート
- 屋台店主：バルニー
- 健（子役）：奥井長門
- ジョー（子役）：大元喜翔
- ジュン（子役）：石井心愛
- 甚平（子役）：岩田遥
- 竜（子役）：吉田翔
- ナオミ（子役）：古味来夢
- ISO係員1：増田健一
- ISO係員2：松田ジロウ
- ISO係員3：岩田有弘
- 南部博士の妻（写真）：屋敷紘子
- 南部博士の娘（写真）：矢吹奈子[12]
- 女性アナウンサー：馬場典子（日本テレビ）
- 男性アナウンサー：佐藤義朗（日本テレビ）
- ドクロベエ（声）：滝口順平
- ナオミ / ベルクカッツェ：初音映莉子
- カークランド博士：光石研
- イリヤ：中村獅童（特別出演）
- 南部博士：岸谷五朗

## スタッフ
- 原作：タツノコプロ
- 企画：日本テレビ放送網、日活
- 監督：佐藤東弥
- 脚本：渡辺雄介
- キャラクターデザイン：荒牧伸志
- VFX：白組
- 音楽：ニマ・ファクララ
- 主題歌：「虹を待つ人」（BUMP OF CHICKEN）[13]
- サウンドデザイナー：谷口広紀
- 音楽プロデューサー：志田博英
- 衣装：伊賀大介
- スタントコーディネーター：小池達朗
- カースタント：ウェルムーブ
- 特殊メイク：藤原カクセイ
- 製作指揮：城朋子、佐藤直樹
- 製作：門屋大輔、由里敬三、市川南、藤門浩之、柏木登、富山幹太郎、田中修一郎
- エクゼクティブプロデューサー：奥田誠治
- プロデューサー：藤村直人、田中正、山本章
- 制作プロダクション：ジャンゴフィルム
- 配給 ：東宝
- 製作：「ガッチャマン」製作委員会（日本テレビ放送網、日活、東宝、読売テレビ放送、バップ、タカラトミー、タツノコプロ、札幌テレビ放送、宮城テレビ放送、静岡第一テレビ、中京テレビ放送、広島テレビ放送、福岡放送）

## 評価

### 興行
TOHOシネマズ日劇他全国307スクリーンで公開され、2013年8月24日、25日の初日2日間で興収1億1,569万7,600円 動員9万318人となり映画観客動員ランキング（興行通信社調べ）で初登場第6位となったが、3週間で打ち切りとなった。2014年に発表された最終興行収入は4億8000万円だった。米Box Officeの調査では日本国内興行収入は3,944,512米ドル＝公開最終日の円ドルレート100.02円換算で394,530,090円。
雑誌文化通信によるアンケート調査では、観客層は中高年が中心で若年層が少なかった。

### 映画評論家の批判意見
安保有希子の談話によると「原作にあった鳥の設定が無くなり、男女の三角関係が持ち込まれた」、「世界が壊滅的状況にありながら東京は無傷で、設定と映像が乖離している」「アクション映画なのに、肉体的訓練をしているように見えない」、「往年のファンも新規ファンも取り込めない」と述べた。
柳下毅一郎も「17年間ギャラクターは何をしていたのか?」作品内の恋愛描写について「アマチュア臭く、観客を呆れさせてしまう」と述べた。

### WEBメディア・雑誌による批判
『日刊サイゾー』は脚本や構成に原作への崇敬が存在しない、宣伝と内容との乖離や半端な世界観がファンを怒らせたと記した。
『アサヒ芸能』は集客力の高いタレントにガッチャマンの扮装をさせればヒットするとの安易な想定、地球を救う目的以外の「ガッチャマン内恋愛」を延々と行う脚本が不評だと記した。
『映画芸術』は『ガッチャマン』を2013年日本映画のワースト10位とした。
『映画秘宝』は2013年度のワーストランキング「HIHOはくさいアワード」で6位と評価した。

## Blu-ray/DVD
2014年3月5日発売。発売・販売元はバップ。
- ガッチャマン（品番：VPBT-13870（2枚組DVD）、VPXT-71293（Blu-ray+DVD））